# Till Fuhrmann
Till Fuhrmann (* 1970 in Braunschweig) ist ein deutscher Kostümbildner, der sich auf Film- und Fernsehproduktionen spezialisiert hat.

## Leben
Am Lette-Verein Berlin begann Till Fuhrmann seine Ausbildung zum staatlich anerkannten Modedesigner, welche er 1992 erfolgreich abschloss. Schon während der Ausbildung arbeitete Till Fuhrmann an ersten Kostümaufträgen für freie Theaterproduktionen, unter anderen auch für das Flamenco Tanztheater Almuth Dorowa Ensemble und Magna Mata Flamenco. In dieser Zeit, beeinflusst durch seinen Bruder Kai Fuhrmann (Metallbildhauer bei der Künstlergruppe Dead Chickens), lernte er parallel zur Modeausbildung auch die Verarbeitung von Metall zu Kleidung (Rüstungen) und Einrichtungsgegenständen aus Metall. Es folgten verschiedene Ausstellungen in Berlin und auch deutschlandweit, wie zum Beispiel 1992 bei der 6. Experimente auf der Frankfurter Herbstmesse, 1994 in der Akademie der Künste zu Berlin die X-Position Junge Kunst in Berlin, sowie 2000 bei der Langen Nacht der Museen im botanischen Garten Berlin. In dieser Zeit entstand auch seine erste Schmuckkollektion. Zeitgleich gründete Till Fuhrmann gemeinsam mit drei weiteren Absolventen vom Lette-Verein das Atelier und Modegeschäft Eisdieler in Berlin.
Mit den Erfahrungen als Modedesigner, Schmuckdesigner, Metalldesigner und auch ersten Engagements als Kostümassistent an verschiedenen Filmproduktionen zu dieser Zeit, konnte Till Fuhrmann schließlich erstmals 1998 an der internationalen Science-Fiction-Serie Lexx – The Dark Zone in der Verantwortung als Kostümbildner arbeiten. In den folgenden Jahren konzentrierte sich Till Fuhrmann vorwiegend auf die Arbeit des Kostümbildners, welche er den anderen Designtätigkeiten immer wieder vorzog und nun hauptberuflich ausübt. Seine Kostümarbeiten sind mittlerweile auf Netflix, Syfy und anderen Streaming Anbietern zu sehen.
Till Fuhrmann lebt in Berlin.

## Filme
Kinofilme
- 2004: The Defender, Regie Dolph Lundgren
- 2004: Der große Schlaf, Regie Mona Lenz
- 2006: Das Konklave, Regie Christoph Schrewe
- 2006: Der Sportsmann des Jahrhunderts, Regie Mischa Alexander
- 2010: Das Sandmännchen – Abenteuer im Traumland, Regie Jesper Møller
- 2015: Immigration Game, Regie Krystof Zlatnik
- 2022: Old People, Regie Andy Fetscher

Fernsehfilme
- 2001: Ice Planet, Regie Rick Kolbe
- 2006: War ich gut?, Regie Christoph Schrewe
- 2009: Oh Shit!, Regie Christoph Schrewe
- 2011: Die letzte Fahrt, Regie Christoph Schrewe
- 2012: Der Ballermann – Ein Bulle auf Mallorca, Regie Heinz Dietz
- 2016: Leichtmatrosen – Drei Mann in einem Boot, Regie Stefan Hering
- 2017: Rockstars zähmt man nicht, Regie Kai Meyer-Ricks
- 2017 Entdecke die Mandy in Dir, Regie Jan Markus Linhof
- 2018 Kinderüberraschung, Regie Kai Meyer-Ricks

Fernsehserien
- 1996–2000: Lexx – The Dark Zone (27 Folgen), Regie Stefan Wagner u. a.
- 2005: Schulmädchen (1 Folge), Regie Martin Walz
- 2007: Mitten im Leben, (9 Folgen), Regie Christoph Schrewe
- 2008: Lasko – Die Faust Gottes (7 Folgen), Regie Axel Sand
- 2009: Alarm für Cobra 11 – Die Autobahnpolizei (4 Folgen), Regie Sascha Thiel, Franco Tozza
- 2010: Lasko – Die Faust Gottes (8 Folgen), Regie Axel Sand, Franco Tozza
- 2012: Alarm für Cobra 11 (6 Folgen), Regie Franco Tozza, Nico Zavelberg u. a.
- 2012: Turbo & Tacho (Pilot), Regie Heinz Dietz
- 2017: Beutolomäus und der wahre Weihnachtsmann (24 Folgen), Regie Alex Schmidt
- 2018: Spides (8 Folgen), Regie Rainer Matsutani
- 2019: Alarm für Cobra 11 (6 Folgen), Regie Franco Tozza
- 2024: Hameln - Die Rückkehr des Rattenfängers (6 Folgen), Regie Rainer Matsutani